# سانتا کاترینا ویلارموسا
سانتا کاترینا ویلارموسا (به ایتالیایی: Santa Caterina Villarmosa) یک کومونه در ایتالیا است که در استان کالتانیستا واقع شده‌است. سانتا کاترینا ویلارموسا ۷۵٫۱ کیلومتر مربع مساحت و ۵٬۸۱۴ نفر جمعیت دارد و ۶۵۰ متر بالاتر از سطح دریا واقع شده‌است.